# Galinthias amoena
Galinthias amoena (лат.) — вид насекомых из семейства Galinthiadidae отряда богомоловых. Засадные хищники, в неподвижности подстерегающие жертв на растениях, в частности — на цветках. Широко распространены в Центральной, Восточной и Южной Африке.

## Описание
Некрупные насекомые длиной до 25 мм с сильно выдвинутыми вперёд глазами, придающими голове характерную U-образную форму. Первый грудной сегмент очень сильно удлинён. Передние крылья зеленовато-жёлтые, с сетчатым жилкованием, задние — пурпурные. Тело и конечности окрашены в бледно-розовые и зелёные тона.

## Распространение
Распространены во многих странах Центральной, Восточной и Южной Африки: в Анголе, Зимбабве, Камеруне, Кении, Малави, Мозамбике, Республике Конго, Танзании (включая Занзибар) и ЮАР. Отмечены в Сьерра-Леоне (Западная Африка).

## Синонимы
В синонимика вида входят следующие биномены:
- Galinthias hyalina Saussure, 1899
- Galinthias usambarica Sjostedt, 1909
- Harpax (Pseudoharpax) amoena Saussure, 1871